# Deutsche Meisterschaften im Inline-Speedskating 2011
Die Bahnwettkämpfe wurden in Bayreuth, der Halbmarathon in Kassel, der Marathon in Bielefeld und die Teamwettbewerbe in Groß-Gerau  ausgetragen.

## Frauen
| Distanz               | Gold                                                                 | Silber                                                                                      | Bronze                                                                    |
| Straße                | Straße                                                               | Straße                                                                                      | Straße                                                                    |
| --------------------- | -------------------------------------------------------------------- | ------------------------------------------------------------------------------------------- | ------------------------------------------------------------------------- |
| 300 m Einzelsprint    | Jana Gegner SCC XSpeed Team Berlin                                   | Mareike Thum ERSG Darmstadt                                                                 | Sabine Berg RSV Blau-Weiß Gera                                            |
| 500 m Sprint          | Jana Gegner SCC XSpeed Team Berlin                                   | Sabine Berg RSV Blau-Weiß Gera                                                              | Tina Strüver SV Turbine Halle                                             |
| 1000 m Massenstart    | Sabine Berg RSV Blau-Weiß Gera                                       | Jana Gegner SCC XSpeed Team Berlin                                                          | Katja Ulbrich Bayreuther TS                                               |
| 5000 m Punkte         | Sabine Berg RSV Blau-Weiß Gera                                       | Jana Gegner SCC XSpeed Team Berlin                                                          | Tina Strüver SV Turbine Halle                                             |
| 5000 m Massenstart    | Jana Gegner SCC XSpeed Team Berlin                                   | Sabine Berg RSV Blau-Weiß Gera                                                              | Tina Strüver SV Turbine Halle                                             |
| Langstrecke           |                                                                      |                                                                                             |                                                                           |
| Halbmarathon          | Katja Ulbrich Bayreuther TS                                          | Sabrina Rossow TSSC Erfurt                                                                  | Claudia Maria Henneken Kölner Rollmöpse                                   |
| Marathon              | Sabine Berg RSV Blau-Weiß Gera                                       | Katja Ulbrich Bayreuther TS                                                                 | Tina Strüver SV Turbine Halle                                             |
| 1400 m Teamverfolgung | Hessen Alisa Gutermuth Mareike Thum Laethisia Schimek Tamara Schmitt | Thüringen Sabine Berg Sandy Dinort Melanie Ernst Josie Hofmann Jenny Peißker Sabrina Rossow | Bayern Melanie Bayrhof Sonja Hardt Nicola Knehr Petra Krach Sarah Scheuer |

## Männer
| Distanz               | Gold                                                                                    | Silber                                                                                             | Bronze                                                                                          |
| Straße                | Straße                                                                                  | Straße                                                                                             | Straße                                                                                          |
| --------------------- | --------------------------------------------------------------------------------------- | -------------------------------------------------------------------------------------------------- | ----------------------------------------------------------------------------------------------- |
| 300 m Einzelsprint    | Etienne Ramali TGS Walldorf                                                             | Matthias Schwierz FuT Geisingen                                                                    | Denis Dressel RSV Blau-Weiß Gera                                                                |
| 500 m Sprint          | Etienne Ramali TGS Walldorf                                                             | Matthias Schwierz FuT Geisingen                                                                    | Felix Rijhnen ERSG Darmstadt                                                                    |
| 1000 m Massenstart    | Felix Rijhnen ERSG Darmstadt                                                            | Etienne Ramali TGS Walldorf                                                                        | Pascal Ramali TGS Walldorf                                                                      |
| 10000 m Punkte        | Felix Rijhnen ERSG Darmstadt                                                            | Etienne Ramali TGS Walldorf                                                                        | Tobias Hecht RSV Blau-Weiß Gera                                                                 |
| 10000 m Punkte-Auss.  | Felix Rijhnen ERSG Darmstadt                                                            | Pascal Ramali TGS Walldorf                                                                         | Patrick Räthel TSSC Erfurt                                                                      |
| 5000 m Staffel        | TGS Walldorf Pascal Ramali Etienne Ramali Albrecht Döring                               | RSV Blau-Weiß Gera Tobias Hecht Denis Dressel                                                      | ERSG Darmstadt Felix Rijhnen Martin Matyk                                                       |
| Langstrecke           |                                                                                         | |                                                                                                 |
| Halbmarathon          | Pascal Ramali TGS Walldorf                                                              | Stefan Rumpus SSF Heilbronn                                                                        | Toni Deubner SV Einheit Eisenach                                                                |
| Marathon              | Felix Rijhnen ERSG Darmstadt                                                            | Pascal Ramali TGS Walldorf                                                                         | Etienne Ramali TGS Walldorf                                                                     |
| 1400 m Teamverfolgung | Thüringen 1 Toni Deubner Tobias Hecht Sascha Hintze Marcel Prey Patrick Räthel Jan Wolf | Bayern 1 Reinhard Hickl Patrik Knopf Maximilian Kopp Marcel Scherzer Christian Reiser Wolfram Wied | Thüringen 2 Nils Fischer Nicolas Leicher Philipp Letz Jeremias Marx Maximilian Odia Kevin Meyer |